# LaLa arena TOKYO-BAY
LaLa arena TOKYO-BAY（ララ アリーナ トーキョー-ベイ）は、千葉県船橋市にある多目的アリーナ。B.LEAGUEの千葉ジェッツふなばしがホームアリーナとして使用している。

## 概要
2019年4月14日、千葉ジェッツふなばしの運営会社である株式会社千葉ジェッツふなばしは、1万人規模のアリーナを建設する「千葉ジェッツ 夢のアリーナプロジェクト」を本格始動すると発表した。
2020年8月、三井不動産とミクシィが事業者となり、建設予定地はららぽーとTOKYO-BAYの第10駐車場とされ、設計・施工は清水建設がコンペにて優先交渉権を得たと報道された。
2022年2月2日、アリーナ施設計画概要が公表され、2022年2月着工、2024年春開業予定とされた。外装コンセプトデザインはHKS、ランドスケープデザインはSWAグループが担当する。2月8日、地鎮祭が行われ着工した。
2024年4月17日に竣工した。5月29日にはお披露目イベントが行われた。7月6日と7日に行われた「Mr.Children tour 2024 miss you arena tour」千葉公演がこけら落としイベントとなった。9月15日と16日に千葉ジェッツふなばしはホームアリーナでの初の大会となる「HOTEL FLORA PRESEASON GAME 2024」を開催した。10月5日、宇都宮ブレックスを相手に B.LEAGUEの開幕戦を迎えた。
千葉県内のアリーナとしては最大の収容人数であり、千葉ジェッツふなばしの試合以外では、コンサートなどのイベントに使われている。

## 設備

### 客席
すり鉢状の客席は4フロアで構成され、そのうち3階にはVIP席やラウンジを備える。アウェー側（西側）のエンド席の固定席は2階部分のみとなっており、3階と4階は壁面となっている。1階の可動席を可動させることで、スポーツイベントに適したセンターステージと音楽ライブに適したエンドステージに変化できる。座席の角度は他の施設の傾斜を研究し、観やすさと安全性のバランスを取った配置を行っている。

### ビジョン
アリーナ中央には昇降可能の約429インチセンターハングビジョンを設置。また、三辺には一辺40メートルのリボンビジョンを設置している。

### その他
バックヤードには千葉ジェッツ専用のロッカールームを備える。また、練習やイベント当日の物販に使用できる約720平方メートルのサブアリーナもある。

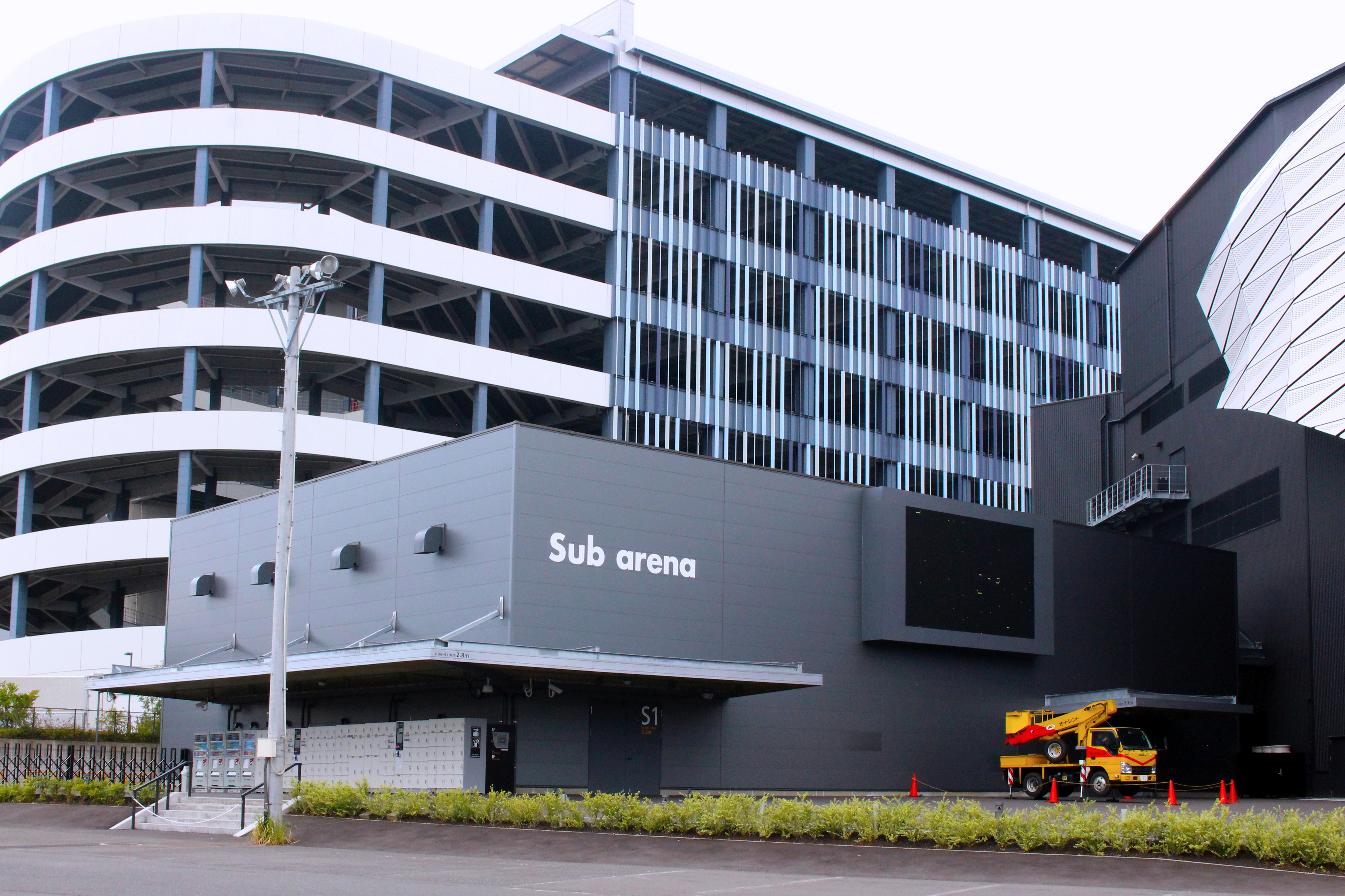
サブアリーナ外観

## 使用チーム
- 千葉ジェッツふなばし（B.LEAGUE、2024年 - ）

## 主な大会・イベント

### スポーツ
- りそなグループ B.LEAGUE ALL-STAR GAME WEEKEND 2025 IN FUNABASHI(2025年1月18日・19日)[16]
- 2024-25 大同生命 SV.LEAGUE MEN CHAMPIONSHIP FINAL GAME2、GAME3(2025年5月2日・3日)

### イベント
- 真夏の氷上祭典 THE ICE 2024 (2024年7月27日・28日)[16]
- 『ワンピース・オン・アイス～エピソード・オブ・アラバスタ～』(2024年9月7日・8日)[16]
- ディズニー・オン・アイス "Find Your Gift"(2024年9月21日-23日)[16]
- 羽生結弦 『Yuzuru Hanyu ICE STORY 3rd "Echoes of Life" TOUR』(2025年2月7日・9日)[16]

### 音楽ライブ
- Mr.Children『Mr.Children tour 2024 miss you arena tour』（2024年7月6日・7日、こけら落とし）[9][16]
- THE RAMPAGE『LIVE TOUR 2024 "CyberHelix" RX-16』(2024年7月20日・21日)[16]
- KARA THE 5th JAPAN TOUR 2024 "KARASIA"(2024年8月17日・18日)[16]
- RYUJI IMAICHI LIVE TOUR 2024 "R"ED(2024年8月24日・25日)[16]
- Ado JAPAN TOUR 2024『モナ・リザの横顔』(2024年8月31日・9月1日)[16]
- あいみょん 『AIMYON TOUR 2024-25 "ドルフィン・アパート"』(2024年9月28日・29日)[16]
- King & Prince LIVE TOUR 24-25(2024年10月26日、27日)[16]
- 水瀬いのり 『Inori Minase LIVE TOUR 2024 heart bookmark』(2024年11月2日・3日)[16]
- NEWS 『NEWS LIVE TOUR 2024 JAPANEWS』(2024年11月15日-17日)[16]
- 優里『チケットが取れなくて、クレームが来過ぎたのでキャパを広げてみた ARENA TOUR 2024 〜売り切れなかったら泣くよ?〜』(2024年11月23日-24日)[16]
- 打首獄門同好会 20!+39!=59! TOUR FINAL「20周年をがんばったベテラン」(2024年12月7日)[16]
- 宮野真守 MAMORU MIYANO LIVE TOUR 2024-2025(2025年1月25日、26日)[16]
- =LOVE アリーナツアー2025(2025年2月22日、23日)[16]
- カイゴ 『KYGO WORLD TOUR PART 2』(2025年3月1日)[16]
- Ave Mujica 5th LIVE「Nova Historia」(2025年7月26-27日)[17]
- INABA / SALAS TOUR 2025 -Never Goodbye Only Hello-(2025年3月22日、23日)[16]
- ずっと真夜中でいいのに。 『YAKI YAKI YANKEE TOUR 続 「名巧は愚なるが如し」』(2025年4月5日・6日)[16]
- 浜崎あゆみ 『ayumi hamasaki ASIA TOUR 2025 I am ayu -ep.II-』(2025年4月8日)[16]
- Perfume 『Perfume 10th Tour ZOZ5 “ネビュラロマンス” Episode 1』(2025年4月19日・20日)[16]
- 三浦大知 『DAICHI MIURA LIVE TOUR 2025 太陽に焼かれて踊りましょう ⾬に打たれ歌いましょう』(2025年4月30日・5月1日)[16]

## アクセス
自動車は、花輪インターチェンジ（京葉道路）、谷津船橋インターチェンジ（東関東自動車道）が最寄りインターチェンジとなるが、アリーナ専用の駐車場および駐輪場はない。
- 鉄道
  - 南船橋駅（JR東日本）下車、徒歩約6分[18]。
  - 船橋競馬場駅（京成電鉄）下車、徒歩約16分[18]。
- バス
  - 津田沼駅（JR東日本）南口より平和交通（津田沼・ららぽーとTOKYO-BAY線）乗車、ららぽーとTOKYO-BAY北館バスロータリー下車、徒歩約10分[18]。
  - 船橋競馬場駅（京成電鉄）南口より京成バス（ららぽーとTOKYO-BAY行）乗車、ららぽーとTOKYO-BAY北館バスロータリー下車、徒歩約10分[18]。